# Sidney Jellicoe
Sidney Jellicoe (25 août 1906 - 24 novembre 1973) est un doyen émérite britanno-canadien, bibliste, professeur de divinité Harrold, éducateur théologique et prêtre,,,.

## Biographie
Il est boursier du St Chad's College, à Durham. Après avoir été ordonné par l'archevêque William Temple à York Minster en 1934, il est curé de paroisse en Angleterre pendant onze ans, puis pendant huit ans aumônier et conférencier au Bishop Otter Training College, à Chichester. En 1952, il est doyen de la faculté de théologie et professeur Harrold à l'université Bishop's, à Lennoxville, au Québec,, puis, en 1966, doyen de la faculté de théologie et, en 1971, doyen émérite, ainsi que premier président de la division des études supérieures. En 1955, le Collège diocésain de Montréal lui confère le titre de docteur en théologie (honoris causa) et en 1970, l'Université Bishop's lui décerne le titre honorifique de docteur en droit civil. Il est l'un des fondateurs de l'Organisation internationale d'études des Septante et Cognées (OIESC).

### Travaux académiques
Il est l'un des fondateurs de l'International Organization for Septuagint and Cognate Studies (IOSCS), avec Robert A. Kraft,
.

## Ouvrages publiés
Il publie également un certain nombre d'articles pour des revues savantes, telles que New Testament Studies et le Catholic Biblical Quarterly. En 1968, son ouvrage définitif sur les études des Septante du XXe siècle  est publié par Oxford Clarendon Press, intitulé The Septuagint and Modern Study.
- Sidney Jellicoe, The Septuagint and modern study, Oxford: Clarendon Press, 1968 (ISBN 9780198266174, OCLC 362777)
- Sebastian P Brock, Charles Theodore Fritsch et Sidney Jellicoe, A classified bibliography of the Septuagint, vol. 6, Leyde, Pays-Bas: E.J. Brill, coll. « Arbeiten zur Literatur und Geschichte des Hellenistischen Judentums », 1973 (OCLC 760456592)
- Sidney Jellicoe, Studies in the Septuagint: origins, recensions, ad interpretations: selected essays, New York, coll. « Library of biblical studies », 1974 (OCLC 470456469)